# Roger Pérez Hernández
Roger Pérez Hernández nació el 4 de noviembre de 1947 es un biólogo venezolano graduado en la Universidad Central de Venezuela en 1975. Estudió postgrado en Zoología en la UCV y se desempeñó como docente e investigador agregado del Instituto de Zoología y Ecología Tropical.

## Reseña
En la actualidad es jubilado de dicha institución, profesor de Biogeografía y Mastozoología en la Universidad Central de Venezuela (UCV). En dicha casa de estudios fue jefe del Museo de Biología de la Universidad Central de Venezuela (MBUCV), miembro del Consejo de la Facultad de Ciencias, jefe de la Sección de Fauna Terrestre y conservador de las colecciones de aves y mamíferos del MBUCV. Asimismo pertenece a instituciones como la Asociación de Profesores de la UCV, Aso VAC, Asociación para el progreso de la Investigación Universitaria, (APIU), ASOVEM, SOLATER, entre otras. Ha publicado diversos libros y monografías sobre mamíferos y biogeografía.

## Publicaciones
Incompleta

### 1983
- Pérez-Hernández, Roger. 1983. El faro o rabipelado de Los Andes (Didelphis albiiventris). Natura. Revista de Divulgación Científica de Sociedad Ciencias Naturales. La Salle. N° 73:30-32.

### 1985
- Pérez-Hernández, Roger. 1985. Notas preliminares acerca de la taxonomía de la familia Didelphidae (Mammalia: Marsupialia) en Venezuela. Memoria de la Sociedad Ciencias Naturales. La Salle, 45:47-76.

### 1986
- Pérez-Hernández, Roger., Bodini, R., Finol H.J. y Gómez, V. 1986. Contribución al 72 estudio de la morfología dentaria de los Didelfidos (Mammalia-Marsupialia). 2.as Jornadas de Microscópica Electrónica. Facultad de Ciencias, Centro de Microscópica Electrónica U.C.V. Caracas, Venezuela.

### 1989
- Pérez-Hernández, Roger. 1989. Distribution of the family Didelphidae (Mammalia-Marsupialia) in Venezuela. Pp. 363-410, en: Advances in Neotropical Mammalogy (K. H. Redford and J. F. Eisenberg, eds.). Sandhill Crane Press.

### 1992
- Pérez-Hernández, Roger. 1992. Taxonomía y distribución del género Didelphis en Venezuela. Pp 5-19. en Importancia del Didelphis marsupialis en Salud Pública. (J. V. Scorza ed.) Talleres. Publicación N° 2 Universidad de los Andes. Consejo de Publicaciones. Mérida Venezuela. 61 pp.

### 1993
- Pérez-Hernández, Roger. 1993. Museo de Biología de la Universidad Central de Venezuela (MBUCV). International Symposium & First World Congress on Preservation and concervation of Natural History Collections. 2:17-23.

### 1994
- Pérez-Hernández, Roger., Soriano, P.J. & Lew Daniel. 1994: Marsupiales de Venezuela. Cuadernos Lagoven, Lagoven, S. A. Caracas – Venezuela. 76p. ISBN 980-259-612-4

### 1997
- Pérez-Hernández, Roger., Colomine, Gregori. y Villarroel, Gustavo. 1997. Los museos de historia natural vinculados con la universidad venezolana y sus perspectivas hacia el siglo XXI. Acta Científica Venezolana, 48:177-181.

### 1999
- Pérez-Hernández, Roger. 1999. Museo de Biología de la Universidad Central de Venezuela (MBUCV). Primeras Jornadas IZT: 1:183-185 ISBN 980-00-1294-2
- Pérez-Hernández, Roger., Salazar, Mercedes., Ferreira, Carmen y Giner, Sandra. 1999. Sistemática y biogeografía de Vertebrados tetrápodos. Primeras Jornadas IZT: 141-142. ISBN 980-00-1294-2
- Pérez-Hernández, Roger., Sepulveda, Jhonny. y Ramos, Esmeralda. 1999. Sistemática y enseñanza asistida por el computador reto para el futuro de la docencia en zoología y biogeografía. Primeras Jornadas IZT: 1:143-144. ISBN 980-00-1294-2

### 2001
- Pérez-Hernández, Roger. y Lew, Daniel. 2001: Las clasificaciones e hipótesis biogeográficas para la guayana venezolana. Interciencia, 26(9):373-382. ISSN 0378-1844.

### 2002
- Duno de Stefano, Rodrigo., Pérez-Hernández, Roger. y Vallejo, Pedro. 2002. Distribución de la familia Icacinaceae en Venezuela y notas sobre su estado de conservación. Memoria de la Fundación La Salle de Ciencias Naturales LX(154):117-137.

### 2004
- Lew, Daniel. y Pérez-Hernández, Roger. 2004: Una nueva especie del género Monodelphis (Didelphimorphia: Didelphidae) de la sierra de Lema, Venezuela. Memoria de la Fndación La Salle de Ciencias Naturales, 159-160: 7-25.

### 2006
- D. Lew, R., Pérez-Hernández, Roger. & Ventura, J.: 2006: Two new species of Philander (Didelphimorphia, Didelphidae) from northern South America. Journal of Mammalogy 87(2): 224–237

## Especies descritas
- Didelphis imperfecta Mondolfi & Pérez-Hernández, 1984
- Monodelphis reigi Lew y Pérez-Hernández, 2004
- Philander deltae Lew y Pérez-Hernández, 2006
- Philander mondolfii Lew y Pérez-Hernández, 2006